# Seznam indijskih polkov
Seznam indijskih polkov.

## Seznam
- polk artilerije (Indija)
- mehanizirani pehotni polk (Indija)
- padalski polk (Indija)
- asamski polk (Indija)
- biharski polk (Indija)
- grenadirski polk (Indija)
- jammu in kašmirska lahka pehota
- jammu in kašmirski strelci
- kumaonski polk (Indija)
- madraški polk (Indija)
- maratharski polk (Indija)
- punjabski polk (Indija)
- rajputanski polk (Indija)
- dograški polk (Indija)
- garhvalški polk (Indija)
- jatovski polk (Indija)
- maharski polk (Indija)
- 1. gurke strelci (Indija)
- 3. gurke strelci (Indija)
- 4. gurke strelci (Indija)
- 5. gurke strelci (Indija)
- 8. gurke strelci (Indija)
- 9. gurke strelci (Indija)
- 11. gurke strelci (Indija)
- rajputski polk (Indija)
- sikhovska lahka pehota (Indija)
- sikhovski polk (Indija)
- ladaški skavtje
- nagaški polk (Indija)